# Johann Georg Gesler
Johann Georg Gesler (* 25. Juni 1734 in Memmingen; † 1789 in Frankreich) war ein deutscher Schriftsteller.

## Leben und Wirken
Der aus Memmingen stammende Johann Georg Gesler betätigte sich zunächst als Handwerker. Später arbeitete er in Lindau bei einem Buchhändler und Drucker namens J. Otto. und half diesem als Korrektor. Wegen seiner kritischen Schriften in Prosa und Lyrik wurde er verfolgt. Dies galt insbesondere seiner Schrift „Spanisch-jesuitische Anecdoten“, von der zahlreiche Exemplare 1768 in Ulm verbrannt wurden. Gesler flüchtete zunächst in die Schweiz, später nach Frankreich, wo er nahe Paris ums Leben kam.

## Schriften
- Verse und Erzehlungen. Lotters Erben, Augsburg 1761 (Digitalisat).
- Das durch den herrlichen Frieden berühmt gewordene Schloß Hubertusburg. Bey Gelegenheit einer im Schwäbischen Crayse 1763. vergnüglichst celebrirten Friedens-Feyer in etlichen Strophen ... betrachtet von Geßler, aus Memmingen. Bartholomäi, Halle/S. 1763 (Digitalisat).

- Satyrisch-moralisches Allerley voller anmuthigen Erzählungen und Gedichte. Drei Teile. Ulm/Leipzig 1763/1764 (Digitalisat).
- (Hrsg.): Der Rechtschaffene. Eine satyrisch-moralische Wochenschrift in gebundener und ungebundener Schreibart. Otto, Lindau 1765–1766 (Digitalisat).
- Spanisch-jesuitische Anecdoten, oder aufgefangene Briefe einer spanischen Privatperson an seine vertraute Freundin die Frau von L. ... in T. ... Straßburg 1767 (Digitalisat).